# Кострома
Кострома́ — місто в Росії, адміністративний центр Костромської області, великий порт на річці Волга. Чисельність постійного населення — 265,7 тис. осіб (2024).
Розташована за 330 км на північний схід від Москви, на Костромській низовині, на обох берегах Волги і старого гирла річки Костроми.

## Історія
Місто було засноване в 1152 (за версією Татищева), у ході експансії князя Юрія Довгорукого у Поволжя. Перше літописне згадування про існування Костроми, як значного міста, відноситься до 1213 року.
У 1778–1796 роках Кострома була центром Костромського намісництва Російської імперії, а після 1796 року — центром Костромської губернії.
14 січня 1929 року постановою ВЦИК СРСР Костромська губернія скасовується. Її територія включається до складу спершу Івановської, а потім Ярославської області. З 13 серпня 1944 місто Кострома стає адміністративним центром новоствореної Костромської області.

## Клімат
Клімат Костроми є помірно континентальним, існує помітний вплив циклонів з Атлантичного океану, які пом'якшують зимові морози та зменшують літній прогрів. Зима помірно холодна і триває 4 — 5 місяців (з листопада по березень). Весна повільна, з частими поверненнями зимової погоди, наступає в середині — наприкінці березня, сніговий покрив зникає у другій половині квітня. Літо прохолодне та триває 3 місяці (з червня по серпень), у червні ще можливі заморозки. Звичайне костромське літо також налічує близько 5 днів з добовим максимумом понад +30°С. Осінь займає період з останніх діб серпня до перших діб листопада, восени часто іде невеликий дощ чи мряка, проте у вересні та першій половині жовтня ще можливі хвилі бабиного літа. Перший сніг звичайно випадає у другій половині жовтня, а остаточно сніговий покрив встановлюється у середині листопада. Середньорічна температура у Костромі становить +4,6°С, середньорічна кількість опадів близько 600 мм, сніговий покрив 45 — 55 см, теплий період триває з квітня до жовтня. 
| Клімат Костроми                                        | Клімат Костроми | Клімат Костроми | Клімат Костроми | Клімат Костроми | Клімат Костроми | Клімат Костроми | Клімат Костроми | Клімат Костроми | Клімат Костроми | Клімат Костроми | Клімат Костроми | Клімат Костроми | Клімат Костроми |
| Показник                                               | Січ.            | Лют.            | Бер.            | Квіт.           | Трав.           | Черв.           | Лип.            | Серп.           | Вер.            | Жовт.           | Лист.           | Груд.           | Рік             |
| Абсолютний максимум, °C                                | 6,6             | 7,2             | 17,9            | 27,6            | 32,5            | 34,5            | 37,1            | 37,3            | 30,2            | 22,9            | 13,8            | 9,4             | 37,3            |
| Середній максимум, °C                                  | −5,9            | −4,8            | 1,0             | 10,2            | 18,2            | 21,7            | 24,2            | 21,7            | 15,6            | 7,7             | 0,0             | −4              | 8,8             |
| Середня температура, °C                                | −8,8            | −8,2            | −2,8            | 5,0             | 12,3            | 16,1            | 18,6            | 16,3            | 10,9            | 4,4             | −2,3            | −6,6            | 4,6             |
| Середній мінімум, °C                                   | −11,8           | −11,3           | −6,3            | 0,8             | 7,1             | 11,1            | 13,7            | 11,7            | 7,2             | 1,8             | −4,4            | −9,1            | 0,9             |
| Абсолютний мінімум, °C                                 | −46,4           | −39,3           | −31,1           | −19             | −5,5            | −2,7            | 3,2             | 1,3             | −5,8            | −21,1           | −28,8           | −44,4           | −46,4           |
| Норма опадів, мм                                       | 41              | 29              | 31              | 35              | 53              | 74              | 73              | 73              | 56              | 64              | 49              | 40              | 616             |
| Днів з дощем                                           | 0,4             | 1               | 2               | 9               | 15              | 17              | 16              | 18              | 17              | 14              | 5               | 1               | 115             |
| Днів зі снігом                                         | 23              | 18              | 12              | 3               | 0,2             | 0               | 0               | 0               | 0               | 3               | 19              | 20              | 93              |
| Вологість повітря, %                                   | 87              | 83              | 77              | 68              | 64              | 72              | 74              | 78              | 82              | 86              | 88              | 88              | 79              |
| Середньомісячна швидкість вітру, м/с                   | 3.8             | 3.8             | 3.6             | 3.2             | 3.1             | 2.7             | 2.4             | 2.5             | 2.8             | 3.5             | 3.5             | 3.8             | 3.2             |
| ------------------------------------------------------ | --------------- | --------------- | --------------- | --------------- | --------------- | --------------- | --------------- | --------------- | --------------- | --------------- | --------------- | --------------- | --------------- |
| Джерело: http://www.pogodaiklimat.ru/climate/27333.htm |                 |                 |                 |                 |                 |                 |                 |                 |                 |                 |                 |                 |                 |

## Населення
Динаміку зміни чисельності населення Костроми демонструє нижче наведена таблиця.
| 1825  | 1833  | 1840  | 1847  | 1856  | 1863  | 1867  | 1870  | 1885  | 1897  | 1910  |
| ----- | ----- | ----- | ----- | ----- | ----- | ----- | ----- | ----- | ----- | ----- |
| 16847 | 12149 | 13490 | 11874 | 14834 | 21415 | 23453 | 27178 | 28171 | 41336 | 65274 |

| 1917  | 1920  | 1923  | 1926  | 1937   | 1939   | 1959   | 1970   | 1979   | 1989   | 2002   | 2009   | 2010    |
| ----- | ----- | ----- | ----- | ------ | ------ | ------ | ------ | ------ | ------ | ------ | ------ | ------- |
| 64644 | 49978 | 59237 | 73730 | 117682 | 121325 | 171720 | 223042 | 254725 | 278414 | 278750 | 270475 | 269 711 |

## Економіка
У 2007 відвантажено товарів власного виробництва, виконаних робіт і послуг власними силами, обробні виробництва — 25,42 млн руб.
У місті функціонують такі промислові підприємства:
- Костромський завод «Мотордеталь» (деталі для двигунів)
- Костромський судномеханічний завод
- фабрика «Фанплит» (фанера та деревостружкові плити)
- ГУ ІВП «Кострома» (поліграфія)
- «Калориферний завод» (теплові калорифери)
- ФЛ ФГУП «Костромський лікеро-горілчаний завод»
- Костромський ювелірний завод
- Завод «Серебряный источник» (бутильована питна вода «Святой источник»)
- Костромська ТЕЦ-1 та Костромська ТЕЦ-2
- Завод «КВАРЦ» (художня ковка металу, товари народного споживання: прасувальні дошки, сходи-драбини, сушарки для білизни тощо)
- Завод «Ремстройпласт» (оздоблювальні матеріали з ПВХ)
- Костромська ювелірна фабрика Топаз (ювелірні вироби)
- Меблева фабрика «Такос» (меблі для кухні, міжкімнатні двері з МДФ)
- Костромський силікатний завод (Силікатна цегла, шпаклівка)
- ТОВ Підприємство «ФЭСТ» (Трикотаж, одяг для вагітних, аптечки багатофункціональні)
- ТОВ Ювелірне підприємство «Эгрет» (Ювелірні вироби)

## Транспорт
Міський транспорт представлений автобусом, тролейбусом і маршрутним таксі. Кількість маршрутів невелика, але маршрутна зона обслуговування досить компактна, що сприятливо позначається на рівні обслуговування місцевого населення.
Див. також: Костромський тролейбус.

### Повітряний транспорт
У Костромі є аеропорт, який обслуговує невелику кількість місцевих рейсів, у тому числі рейс Кострома — Шар'я — Боговарово на літаках Ан-2. 14 квітня 2009 відновлено авіасполучення між Костромою і Москвою

### Залізничний транспорт

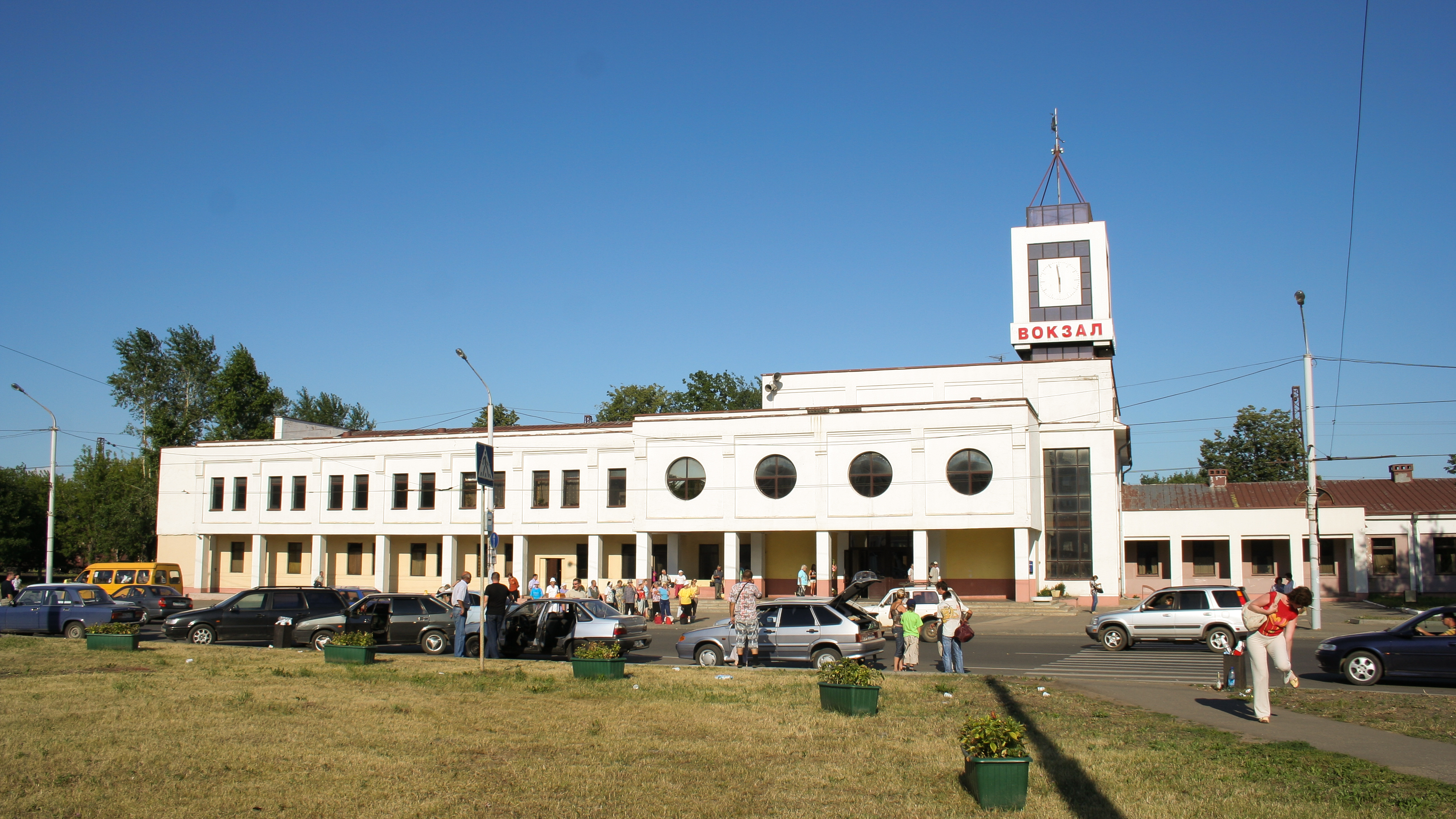
Вокзал Кострома-Нова

Цілорічно курсують поїзда Москва — Владивосток, Москва — Кострома, Кострома — Санкт-Петербург, Кострома — Свеча. Влітку курсують поїзда Москва — Владивосток, Кострома — Анапа (через Рязань) та Кострома — Адлер (через Липецьк).
Місто має вихід на магістральні залізниці електрифікованою одноколійною ділянкою Кострома — Ярославль й одноколійною не електрифікованою Кострома—Галич (Транссибірська магістраль).
Приміське сполучення представлено електропоїздами Кострома — Ярославль, Кострома — Галич.
До 1985 року по вузькоколійній залізниці існувало приміське сполучення Кострома (роз'їзд 5 км) — Місково. В наш час[коли?] залізниця Місковського торфопідприємства розібрана..

## Культура
Кострома — значний культурний осередок Центральної Росії. У місті, зокрема, працюють численні заклади культури — театри, філармонія, музеї, кінотеатри, бібліотеки, клуби; діють професійні та аматорські художні і мистецькі колективи; організуються й проводяться різноманітні культурні заходи, як місцевого, так і загальноросійського масштабу.
Театри Костроми:

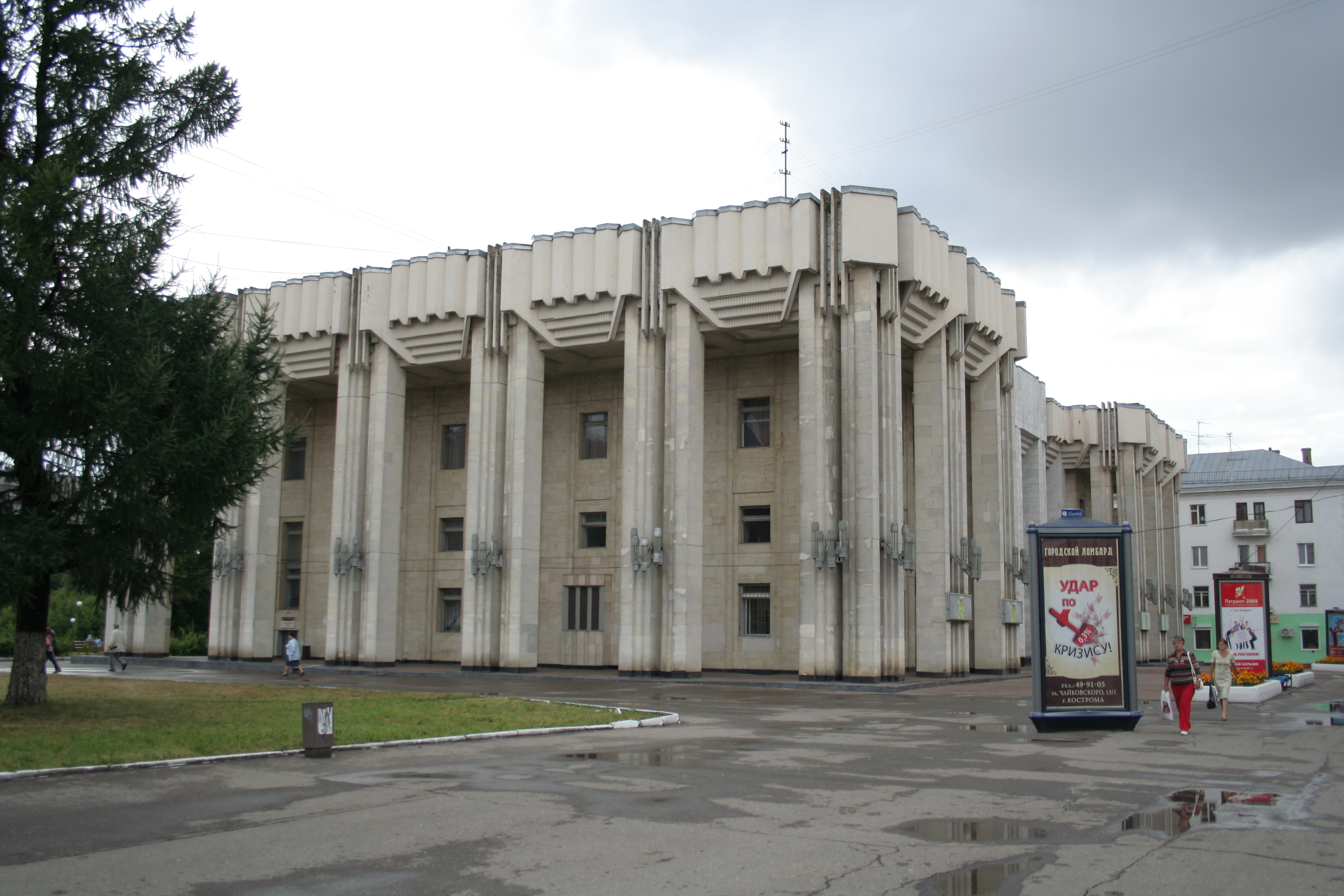
Костромська філармонія

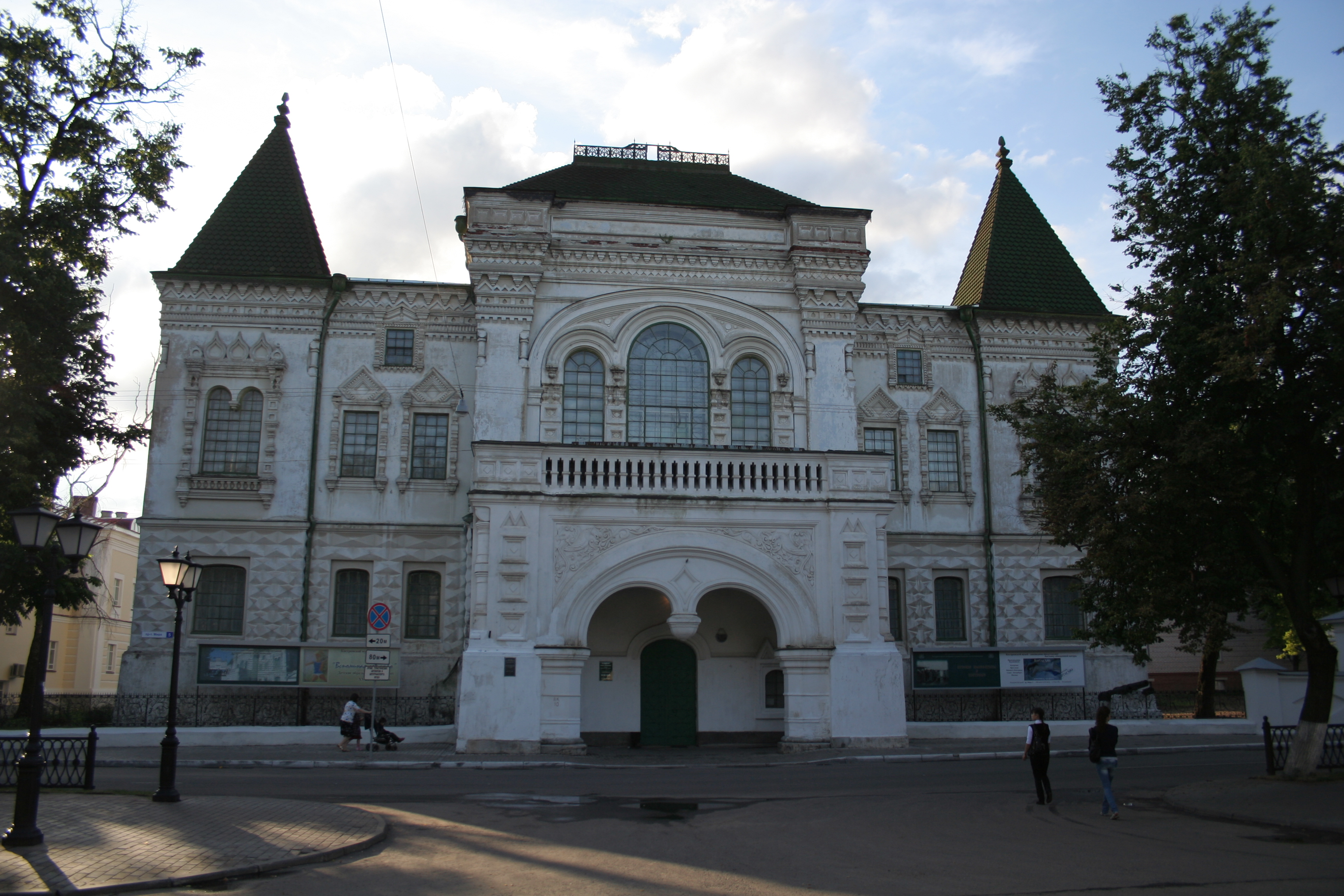
Костромська художня галерея у «Романівському будинку»

- Костромський державний драматичний театр імені О. М. Островського — один з найстаріших в Росії провінційних театрів (заснований у 1808 році); головна музична і театральна сцена міста і області;
- Костромський обласний театр ляльок (заснований у 1936 році);
- Костромський Камерний драматичний театр (заснований у 1998 році).

У місті функціонує обласна філармонія.
Костромські музеї:
- Костромський державний історико-архітектурний і художній музей-заповідник;
- Костромський літературний музей;
- музей дерев'яного зодчества;
- музей льону і берести.

Від 1996 року в Костромі працює також муніципальна установа культури «Художня галерея», приватна художня галерея «Перпетуум Арт» та інші.
Централізована бібліотечна система Костроми об'єднує 20 бібліотек із загальним фондом близько 1,5 млн томів.
На початку XXI століття в Костромі працюють 4 муніципальних творчих колективи: муніципальний симфонічний оркестр, муніципальна хорова академічна капела; ансамбль музики, пісні і танцю «Волга-Волга», муніципальний ансамбль гармоністів «Махоня».
Від 1998 року в Костромі проводиться відкритий міський фестиваль-конкурс дитячих, юнацьких і молодіжних творчих колективів та виконавців «Весняна Кострома» (спочатку — «Осіння Кострома»), у якому щорічно беруть участь понад 3 тисячі учасників. У Костромі проходить щорічний обласний фестиваль дитячо-юнацької творчості «Фрістайл». Переможці беруть участь у великому гала-концерті «Фрістайл», який зазвичає відбувається наприкінці січня.
У 2008—10 роках в Костромі був реалізований ряд амбітних культурно-розважальних заходів, зокрема серед інших фестиваль «Сузір'я», виставка виробів фірми Фаберже, постановка на відкритій сцені опер «Борис Годунов» і «Хованщина», автопробіг «Сусанін-Трофі» тощо.

## Архітектура

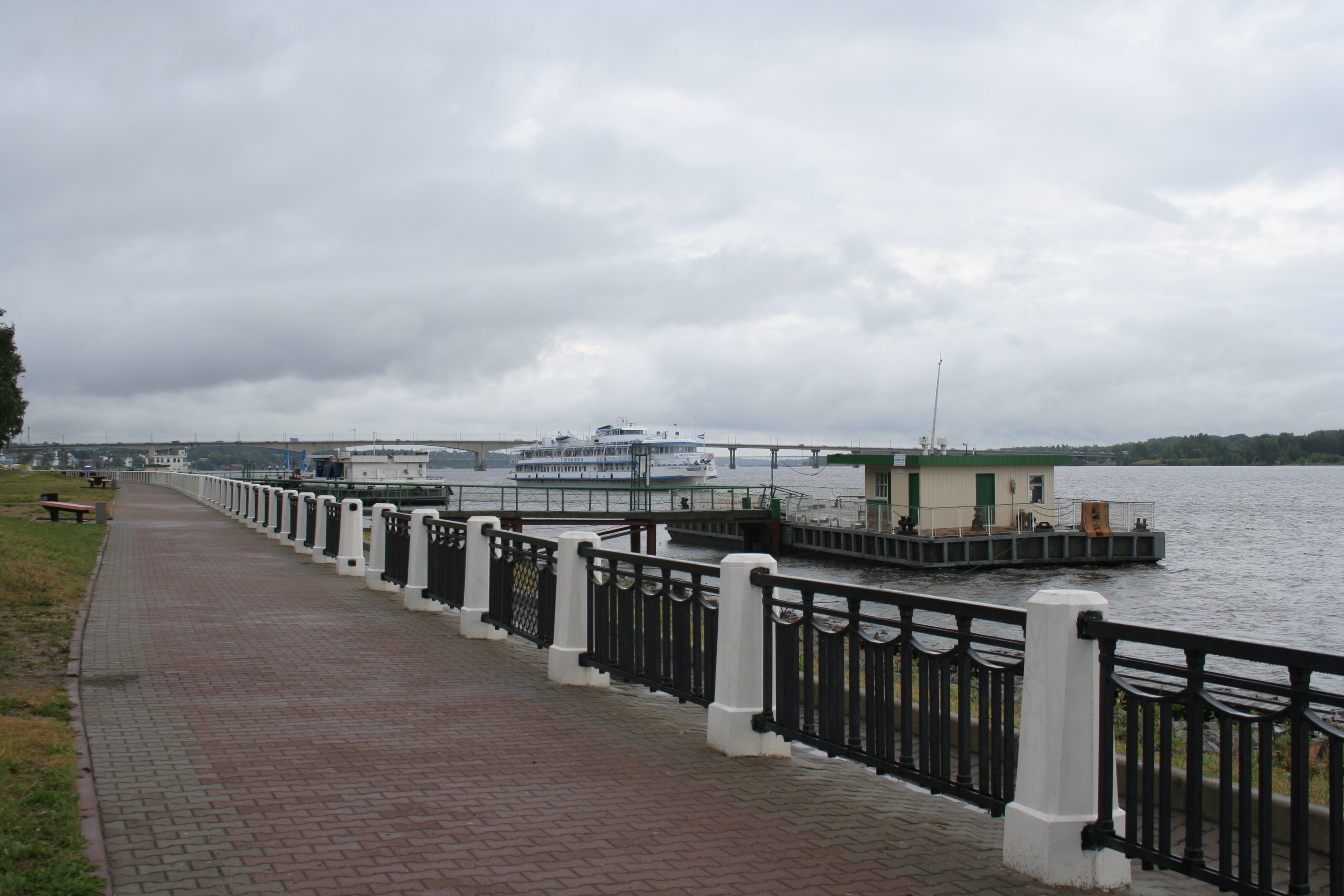
Набережна Волги і пристані пасажирських суден

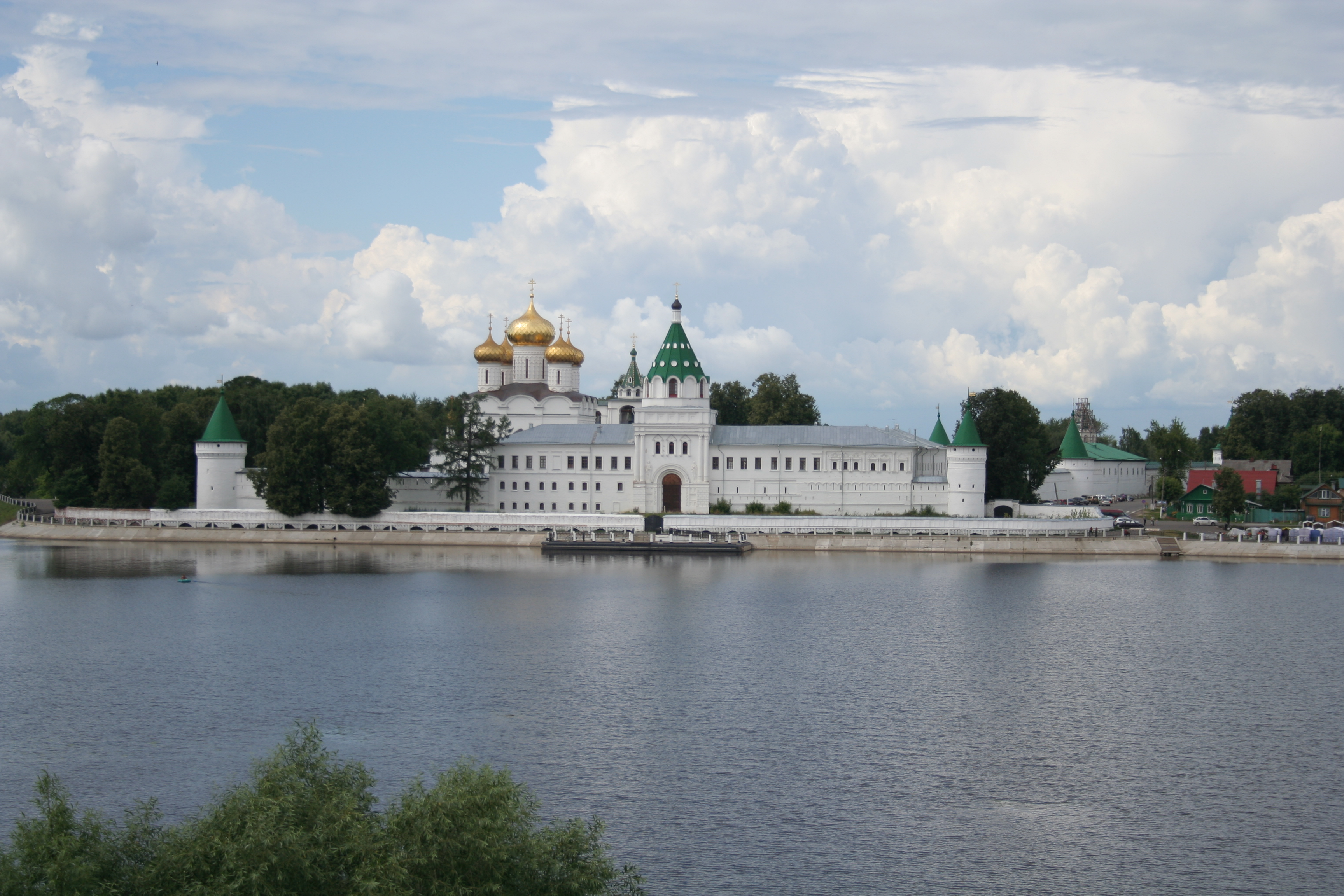
Іпатіївський монастир (Кострома), вид з річки Костроми

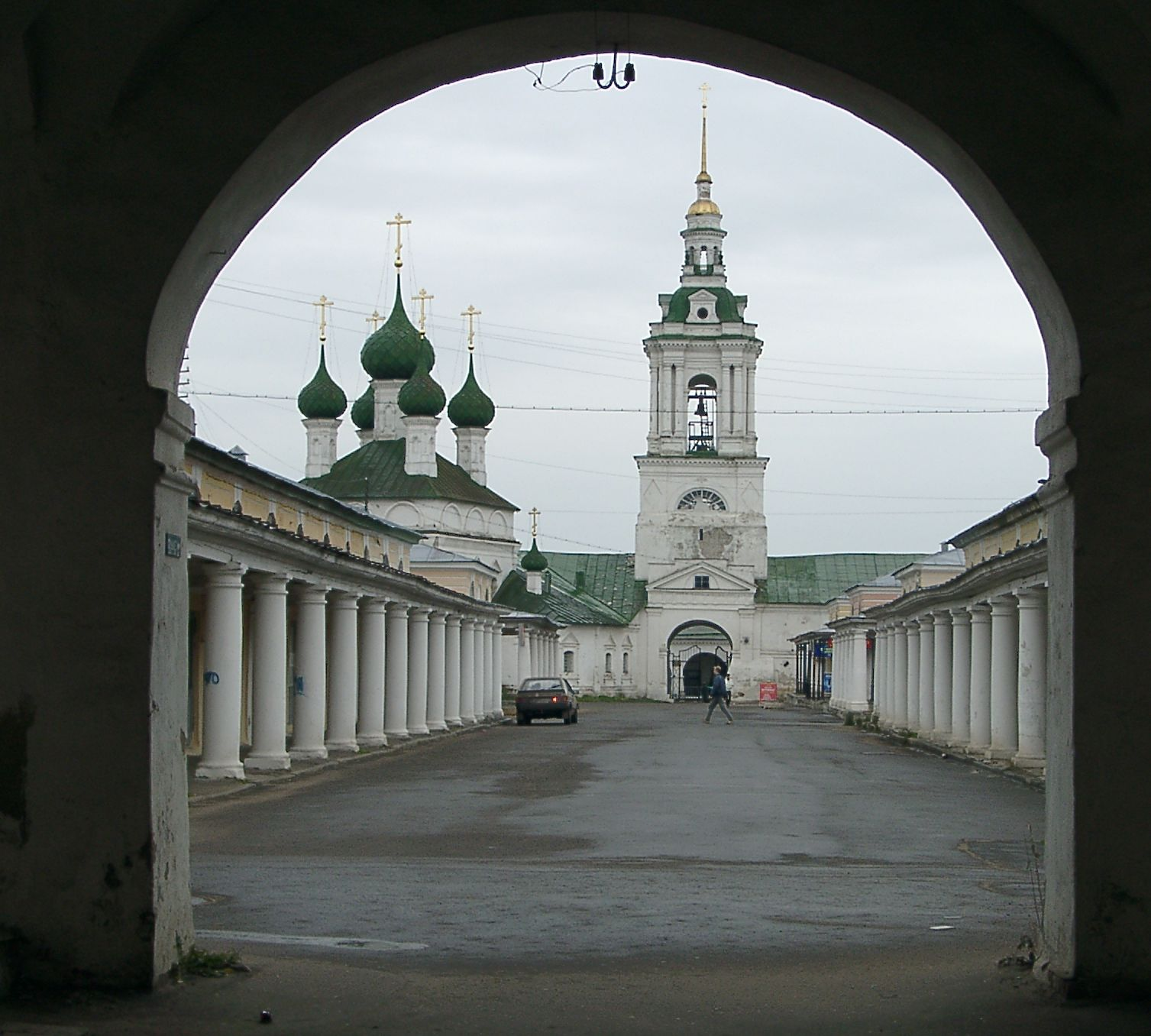
Дрібні торгові ряди, на задньому тлі — церква Спаса у Червоних рядах

Кострома історично склалась на пересіченій місцевості лівобережжя Волги. У старій частині міста збереглося історичне планування, задане ще генеральним планом 1781 року. Основу радіально-напівкільцевого планування Костроми становить сітка вулиць, що віялом розходяться віялом від центральної Сусанінськой площі таким чином, що центр міста виявляється розкритим відносно Волги.
Завдяки своїм історико-архітектурним пам'яткам Кострома входить до «Золотого кільця Росії».

### Культова архітектура
Найбільший інтерес з числа костромських культових споруд представляють ансамблі Іпатіївського і Богоявленського монастирів (XVI—XIX ст.ст.), а також церкви XVII століття: Воскресіння Господнього на Дебрі, Вознесіння Господнього на Дебрі (реконструюється), Різдва Христового на Городищі, святого апостола Іоанна Богослова в Іпатіївській слободі, Преображення Господнього за Волгою.
З-поміж інших міст «Золотого кільця» Кострома доволі сильно втратила історико-архітектурні пам'ятки за радянських часів. За винятком 2 храмів на Дебрі, у середмісті були знесені всі парафіяльні храми допетровського часу. Як і в Ярославлі, територія кремля була перетворена на пустище. З цієї причини Костромський історико-архітектурний музей заповідник у радянський час займав територію Іпатіївського монастиря, що розташований в стороні від основного міського осереддя.
Крім Іпатіївського, у Костромі вцілів (хоча й зі значними ушкодженнями) інший великий монастир Богоявленсько-Анастасіїн.

### Архітектурний ансамбль історичного центру
Центральна частина Костроми являє собою цілісний, показовий у своєму роді архітектурний ансамбль забудови кінця XVIII—XIX століть. Пам'ятки провінційного класицизму складають головну гордість костромчан. Серед будівель часу Олександра I примітним є ансамбль Сусанінської площі: будівлі Гауптвахти і пожежної каланчі (архітектор П. І. Фурсов) та Присутствених місць (архітектори А. Д. Захаров, М. І. Метлін), будинок С. С. Борщова (архітектор Н. І. Метлін).
У центрі симетрично розташовані: Великі Борошняні (1789—1793) і Красні торгові ряди (1789—1800) (архітектор С. А. Воротилов, початковий проект належить губернському архітектору К. фон Клеру). Будівлі оточені відкритими склепінчастими галереями. У кожній арці була влаштована окрема купецька лавка зі своїм входом і вітриною, конторою на другому поверсі та складом у підвалі. З південного боку Красних рядів прибудовано церкву Спаса в Рядах з дзвіницею, у дворі розташовані Мєлочні ряди (1831—1832). Навколо також збудовані витончені Овочеві (Тютюнові) ряди (1819—1822) (архітектор В. П. Стасов), Масляні ряди (двоповерховий будинок з пов'язаними аркаднимі галереями 1809; архітектор Н. І. Метлін) і Пряничні ряди з двома каплицями (кінець XVIII — початок XIX ст.), а нижче по схилу вздовж вулиці Молочна гора — Рибні ряди (1840—1850).
На початку Павловської вулиці (нині проспект Миру) інтерес представляє будинок у стилі терему Романовського музею (1909—1911, архітектор Н. І. Горліцин). Далі розташовані яскраві зразки цивільної архітектури: триповерхова будівля Дворянського зібрання (арх. М. М. Праві) з двома залами: Великим Білим і Малим Золотим (Єкатерининським) і будівля драматичного театру, перебудована після пожежі на пожертвування містян у 1863 році.

### Нові архітектурні пам'ятки
З будівель і споруд радянського періоду найвідомішими є новий пам'ятник Івану Сусаніну (1967), будівля будинку зв'язку (1934), будівля вокзалу станції «Кострома Нова», Виставка досягнень народного господарства. До стін Іпатіївського монастиря в повоєнний час з усієї області були звезені пам'ятки дерев'яного зодчества, проте центральний експонат цього музею просто неба — церква з села Спас-Вежі (1713) згоріла у вересні 2002 року.
У 2000-х роках у Костромі здійснювалась масштабна кампанія з благоустрою міста — зокрема, була організована пішохідна зона вздовж набережної Волги, реконструйовані Сусанінська площа, площа Миру і бульварна частина проспекту Миру, встановлено низку пам'ятників і скульптур, серед яких:
- пам'ятник Юрію Долгорукому (2003, скульптор В. М. Церковніков) на Радянській (Воскресенській) площі;
- пам'ятник трудівникам тилу, друга назва — «Сльоза» (2006, скульптор В. М. Церковніков) перед концертно-виставковим центром «Губернський»;
- пам'ятник собаці («Пожежний пес Бобка») (2009) на Сусанінськой площі;
- пам'ятні плити знаменитим особистостям («Алея Визнання», 2009) на початку проспекту Миру;
- пам'ятник О. О. Зинов'єву (2009, скульптор А. М. Ковальчук) у сквері КДУ імені М. О. Некрасова.

## Освіта
- Костромський державний університет імені М. О. Некрасова

## Спорт
У Костромі базується футбольний клуб «Спартак», який виступає в зоні «Захід» Другого дивізіону Росії з футболу. Домашня арена — стадіон «Урожай».

## Відомі люди

### Народились
- Волков Федір Григорович (1729—1763) — російський актор і театральний діяч, засновник російського театру.
- Ішимова Олександра Йосипівна (1804—1881) — російська дитяча письменниця, перекладачка.
- Клєпікова Олена Константинівна (* 1942) — російсько-американський письменник, журналіст, політолог і літературний критик
- Корчагіна-Александровська Катерина Павлівна (1874—1951) — актриса театру і кіно, народна артистка СРСР (1936).
- Мусін Ілля Олександрович (1903—1999) — російський музичний педагог і теоретик диригування, творець Ленінградської диригентської школи.
- Подчернікова-Ельворті Ельвіна Михайлівна (1928—2014) — російська артистка цирку.
- Полканов Олександр Олексійович (1888—1963) — академік АН СРСР.
- Попов Андрій Олексійович (1918—1983) — актор, режисер театру і кіно, народний артист СРСР (1965).
- Соколов Василь Миколайович (1874–1959) — російський статистик, журналіст, письменник, учасник революційного руху.
- Рибін Володимир Олексійович (1928—2006) — радянський і російський письменник-фантаст.

### Померли
- Афанасій (єпископ володимирський)[27]

## Міста-побратими
- Німеччина — Ахен
- Велика Британія — Дарем;
- США — Дарем;
- Франція — Доль;
- Польща — Пйотркув-Трибунальський;
- Болгарія — Самоков;
- Фінляндія — Хювінкяя;
- Чорногорія — Цетинє.